# Sourire Kabyle (groupe)
Pour la méthode d'assassinat et de mutilation, voir Sourire kabyle.
Sourire Kabyle est un groupe de punk rock français, originaire de Lyon, En Rhône-Alpes. Il est formé en 1985 et séparé en 2000.

## Biographie
Après six ans de répétitions, le quatuor sort son premier album en 1991 chez Division Nada/New Rose sous le titre Bueno, bonito... y barato !! où ils délivrent un punk rock énergique et mélodique, au cœur de la vague du rock alternatif français de la fin des années 1980. On pourra leur prêter certaines inspirations psychobilly lointaines dans les basses et les guitares ; et des tendances anarcho-punk plus marquées (Petit garçon ou Il était une fois). Le groupe démontre une technique solide : rythme irréprochable, ligne de basse mélodique et travaillée, guitare rythmique variée largement parsemée de riffs et cœurs orientés rock, morceaux aux structures riches. On notera également la participation du Géant-Vert, parolier de Parabellum et Les Rats, qui signe le texte de Il était une fois, et figure en première position dans la liste des remerciements du livret.
Cet album sera à l'origine d'une série de concerts et de premières parties avec des artistes renommés tels que The Ramones, Les Thugs, Les Sheriff, The Toy Dolls et UK Subs ; et plusieurs tournées en Espagne.
Sourire Kabyle revient en 1995 avec un deuxième album, sorti sur le label Combat Rock, ironiquement intitulé Grunge Eater (mangeur de grunge) en référence à la vague représentée par Nirvana. Le titre Hate Grunge (Grunge de haine) en illustre l'esprit, Moi je n'aime pas, non je n'aime pas les grunges, les grunges, les grunges... sur l'air de Smells Like Teen Spirit. Il s'agit d'un album punk rock où riffs de guitare cinglants et tempo soutenu donnent le ton. Il comprend notamment une reprise du titre Bodies des Sex Pistols, bien plus proche de leurs inspirations premières qu'un certain Kurt Cobain. 
En 1997, le groupe change de label pour la troisième fois, et sort l'album Histoires de N sur Dialektik Records. Cette fois encore résolument punk rock, cet album contient également des influences reggae et ska. Ils tourneront ensuite en soutien à l'album jusqu'en 1999.
Courant 2000, après plus de 250 concerts et trois albums, le groupe se sépare. DomSK devient le bassiste de Hors Service, Marc Vyler forme Pete Vyler puis Anakarsis dans le sud ouest de la France.

## Membres

### Derniers membres
- Lone - chant
- DomSK - basse, chant
- Marc - guitare
- Monsieur X - batterie

### Anciens membres
- P'ti Manu - guitare
- Régis - batterie

## Discographie

### Albums studio
- 1991 : Bueno, bonito... y barrato
- 1995 : Grunge eater
- 1997 : Histoires de N (14 titres)

### Compilations et EP
- 1994 : Dites-le avec des fleurs (compilation, un titre)
- 1996 : Combat Rock (compilation, un titre)
- 1997 : Pogoïting with the Frogs (compilation, un titre)
- 1998 : What's My Punk (compilation, 2 titres)
- 1999 : Rebelles le week-end (EP quatre titres)
- 1999 : 100 % punk-rock vol.1 (compilation)